# Bollywood Made in Spain
Bollywood Made in Spain és una pel·lícula documental d'autor, romàntica i musical espanyola del 2016 dirigida per Ramón Margareto. Fou rodada a Palència i Alacant; està basada en fetes reals i inspirada en la trajectòria de la ballarina i coreògrafa toledana Leyla Zurah, fundadora de la companyia de dansa India Salaam. Està produïda per Sotano Film, de Ramón Margareto, i Futura Films, de Vicente Seva, director del Festival de Cinema d'Alacant.

## Sinopsi
La ballarina toledana Leyla Zurah emigra a l'Índia, es converteix a l'hinduisme i aprèn les danses del país asiàtic, des de les més tradicionals de Rajasthan, fins a les més contemporànies, com la Bollywood Dance. L'actor hindú Doriam Sojo, després d'intentar sense aconseguir-ho un treball estable en la indústria cinematogràfica de Bollywood, viatja a Espanya somiant trobar-lo a la Ciutat de la Llum, els majors estudis cinematogràfics d'Europa. El destí fa que els seus camins es creuin per a viure una història d'amor musical i intercanvi intercultural i espiritual entre Orient i Occident.

## Repartiment
- Leyla Zurah
- Doriam Sojo

## Nominacions i premis
La pel·lícula fou estrenada a la 61a Seminci fora de concurs i va rebre l'Esment Especial del Jurat a l'"Indian International Cinema Film Festival" de Bombai, alhora que el 2018 fou seleccionada per participar en la Setmana de Cinema Estranger de París. La cançó "Descubriendo India" de Luis Ivars fou nominada al Goya a la millor cançó original.